# Eugeniusz Lubomirski (1789-1834)
Ne doit pas être confondu avec Eugeniusz Adolf Lubomirski.
Eugeniusz Lubomirski (13 septembre 1789-1834), prince polonais de la famille Lubomirski.

## Biographie
Eugeniusz Lubomirski est le fils de Franciszek Ksawery Lubomirski et de Teofila Rzewuska

## Mariage et descendance
Il épouse Maria Czacka. Ils ont pour enfants:
- Władysław Emanuel Lubomirski (1824-1882),
- Eugeniusz Adolf Lubomirski (1825-1911),
- Jan Tadeusz Lubomirski (1826-1908)

## Sources
- (pl) Cet article est partiellement ou en totalité issu de l’article de Wikipédia en polonais intitulé « Eugeniusz Lubomirski (ojciec) » (voir la liste des auteurs).